# Derbi canario
Se denomina derbi canario a los partidos que enfrentan a los dos equipos representativos de la Comunidad Autónoma de Canarias: la Unión Deportiva Las Palmas y el Club Deportivo Tenerife. Un partido de mucha rivalidad e intensidad que desde siempre ha enfrentado a las islas de Tenerife y Gran Canaria y sus correspondientes habitantes.

## Historia
Los dos equipos han sido los dos principales equipos de Canarias prácticamente desde su creación. Los mayores éxitos de la U. D. Las Palmas llegaron en los años 1960 y 70, en un período en el que quedaron subcampeones en la Liga justo detrás del Real Madrid en 1969 y en la Copa del Rey (perdiendo ante el F. C. Barcelona en la final de 1978), compitiendo en la Copa de Ferias en 1969, y dos veces en la copa de la UEFA  en 1972 y 1977. Los mayores éxitos de C. D. Tenerife llegaron en la década de 1990, alcanzando su mejor clasificación en las ligas 1992-93 y 1995-96, en las que terminaron quintos, obteniendo el derecho a participar en la Copa de la UEFA 1993-94 y 1996-97, siendo esta última su mayor logro, pues llegaron a las semifinales, perdiendo ante el, a la postre ganador, Schalke 04.

## Resultados de los derbis

### Liga
Se han disputado 48 partidos del derbi canario en las distintas divisiones de la liga española: 2 derbis en Primera División, y 44 en Segunda (42 en liga regular y 2 en play-off de acenso) y 2 en la promoción de ascenso a segunda en 1950. El Club Deportivo Tenerife ha ganado 15 encuentros, la Unión Deportiva Las Palmas ha ganado 15 partidos, y se han empatado los 18 partidos restantes.
| Temporada | División                       | Fecha      | Equipo local     | Resultado |
| --------- | ------------------------------ | ---------- | ---------------- | --------- |
| 1949-50   | Promoción de ascenso a Segunda | 30-4-1950  | C. D. Tenerife   | 1–2       |
| 1949-50   | Promoción de ascenso a Segunda | 4-6-1950   | U. D. Las Palmas | 1-0       |
| 1953-54   | Segunda División               | 27-12-1953 | U. D. Las Palmas | 1–1       |
| 1953-54   | Segunda División               | 25-04-1954 | C. D. Tenerife   | 0–0       |
| 1960-61   | Segunda División               | 13-11-1960 | C. D. Tenerife   | 1–0       |
| 1960-61   | Segunda División               | 5-03-1961  | U. D. Las Palmas | 0–0       |
| 1962-63   | Segunda División               | 11-11-1962 | C. D. Tenerife   | 0–1       |
| 1962-63   | Segunda División               | 10-03-1963 | U. D. Las Palmas | 0–1       |
| 1963-64   | Segunda División               | 17-11-1963 | C. D. Tenerife   | 1–1       |
| 1963-64   | Segunda División               | 15-03-1964 | U. D. Las Palmas | 1–0       |
| 1983-84   | Segunda División               | 8-01-1984  | C. D. Tenerife   | 0–0       |
| 1983-84   | Segunda División               | 20-05-1984 | U. D. Las Palmas | 0–2       |
| 1984-85   | Segunda División               | 29-12-1984 | C. D. Tenerife   | 1–1       |
| 1984-85   | Segunda División               | 12-05-1985 | U. D. Las Palmas | 2–1       |
| 1988-89   | Segunda División               | 18-09-1988 | C. D. Tenerife   | 3–1       |
| 1988-89   | Segunda División               | 21-02-1989 | U. D. Las Palmas | 2–2       |
| 1999–2000 | Segunda División               | 21-08-1999 | U. D. Las Palmas | 2–0       |
| 1999–2000 | Segunda División               | 16-01-2000 | C. D. Tenerife   | 1–2       |
| 2001-02   | Primera División               | 22-12-2001 | C. D. Tenerife   | 1–3       |
| 2001-02   | Primera División               | 5-05-2002  | U. D. Las Palmas | 0–1       |
| 2002-03   | Segunda División               | 25-01-2003 | U. D. Las Palmas | 1–0       |
| 2002-03   | Segunda División               | 21-06-2003 | C. D. Tenerife   | 0–0       |
| 2003-04   | Segunda División               | 4-10-2003  | U. D. Las Palmas | 1–1       |
| 2003-04   | Segunda División               | 7-03-2004  | C. D. Tenerife   | 2–0       |
| 2006-07   | Segunda División               | 21-10-2006 | U. D. Las Palmas | 0–0       |
| 2006-07   | Segunda División               | 24-03-2007 | C. D. Tenerife   | 3–1       |
| 2007-08   | Segunda División               | 3-11-2007  | C. D. Tenerife   | 2–2       |
| 2007-08   | Segunda División               | 5-04-2008  | U. D. Las Palmas | 1–1       |
| 2008-09   | Segunda División               | 22-11-2008 | U. D. Las Palmas | 0–1       |
| 2008-09   | Segunda División               | 25-04-2009 | C. D. Tenerife   | 2-0       |
| 2010-11   | Segunda División               | 23-01-2011 | C. D. Tenerife   | 1–1       |
| 2010-11   | Segunda División               | 4-06-2011  | U. D. Las Palmas | 1–0       |
| 2013-14   | Segunda División               | 4-12-2013  | C. D. Tenerife   | 3–0       |
| 2013-14   | Segunda División               | 10-05-2014 | U. D. Las Palmas | 1–0       |
| 2014-15   | Segunda División               | 28-09-2014 | C. D. Tenerife   | 2–1       |
| 2014-15   | Segunda División               | 1-03-2015  | U. D. Las Palmas | 1–1       |
| 2018-19   | Segunda División               | 16-12-018  | U. D. Las Palmas | 1–1       |
| 2018-19   | Segunda División               | 4-05-2019  | C. D. Tenerife   | 2–1       |
| 2019-20   | Segunda División               | 7-09-2019  | C. D. Tenerife   | 0–0       |
| 2019-20   | Segunda División               | 25-01-2020 | U. D. Las Palmas | 0–0       |
| 2020-21   | Segunda División               | 15-11-2020 | U. D. Las Palmas | 1–0       |
| 2020-21   | Segunda División               | 28-3-2021  | C. D. Tenerife   | 1–1       |
| 2021-22   | Segunda División               | 16-10-2021 | U. D. Las Palmas | 2–1       |
| 2021-22   | Segunda División               | 2-1-2022   | C. D. Tenerife   | 0–1       |
| 2021-22   | Promoción de ascenso a Primera | 1-6-2022   | C. D. Tenerife   | 1–0       |
| 2021-22   | Promoción de ascenso a Primera | 4-6-2022   | U. D. Las Palmas | 1–2       |
| 2022-23   | Segunda División               | 26-11-2022 | U. D. Las Palmas | 3–1       |
| 2022-23   | Segunda División               | 18-3-2023  | C. D. Tenerife   | 4-1       |

### Copa del Rey
Han disputado 10 eliminatorias de copa de las cuales la U. D. Las Palmas ganó ocho y el C. D. Tenerife dos, para un total de 20 partidos (10 victorias de la U. D. Las Palmas; 6 empates; 4 victorias del C. D. Tenerife).
| Año     | Ronda | Fecha      | Local ida/vuelta | Resultado | Global    |
| ------- | ----- | ---------- | ---------------- | --------- | --------- |
| 1964-65 | 1/16  | 25-04-1965 | U. D. Las Palmas | 2-0       | 3-2       |
| 1964-65 | 1/16  | 16-05-1965 | C. D. Tenerife   | 2-0       | 3-2       |
| 1964-65 | 1/16  | 19-05-1965 | U. D. Las Palmas | 0-0       | 3-2       |
| 1964-65 | 1/16  | 20-05-1965 | U. D. Las Palmas | 1-0       | 3-2       |
| 1970-71 | 1/16  | 25-04-1971 | U. D. Las Palmas | 2-0       | 4-0       |
| 1970-71 | 1/16  | 2-05-1971  | C. D. Tenerife   | 0-2       | 4-0       |
| 1974-75 | 4.ª   | 12-02-1975 | U. D. Las Palmas | 2-0       | 3-1       |
| 1974-75 | 4.ª   | 26-02-1975 | C. D. Tenerife   | 1-1       | 3-1       |
| 1978-79 | 2.ª   | 25-10-1978 | C. D. Tenerife   | 1-0       | 1-2       |
| 1978-79 | 2.ª   | 29-11-1978 | U. D. Las Palmas | 2-0       | 1-2       |
| 1979-80 | 2.ª   | 19-12-1979 | U. D. Las Palmas | 2-1       | 4-2       |
| 1979-80 | 2.ª   | 9-01-1980  | C. D. Tenerife   | 1-2       | 4-2       |
| 1980-81 | 1.ª   | 17-09-1980 | U. D. Las Palmas | 2-2       | 3-4       |
| 1980-81 | 1.ª   | 1-10-1980  | C. D. Tenerife   | 2-1       | 3-4       |
| 1986-87 | 2.ª   | 1-10-1986  | C. D. Tenerife   | 1-4       | 1-4       |
| 1994-95 | 3.ª   | 4-01-1995  | U. D. Las Palmas | 0-0       | 0-0 (4-3) |
| 1994-95 | 3.ª   | 12-01-1995 | C. D. Tenerife   | 0-0       | 0-0 (4-3) |
| 1997-98 | 2.ª   | 8-10-1997  | U. D. Las Palmas | 3-2       | 5-4       |
| 1997-98 | 2.ª   | 29-10-1997 | C. D. Tenerife   | 2-2       | 5-4       |
| 2023-24 | 1/16  | 7-1-2024   | C. D. Tenerife   | 2-0       | 2-0       |

### Copa de la Liga
4 partidos (3 victorias de la U. D. Las Palmas; 1 empate). La U. D. Las Palmas ganó dos eliminatorias:
| Año  | Ronda  | Fecha      | Local ida/vuelta | Resultado | Global |
| ---- | ------ | ---------- | ---------------- | --------- | ------ |
| 1984 | Previa | 15-05-1984 | C. D. Tenerife   | 1-3       | 4-8    |
| 1984 | Previa | 29-05-1984 | U. D. Las Palmas | 5-3       | 4-8    |
| 1985 | 1/8    | 25-05-1985 | U. D. Las Palmas | 3-1       | 4-2    |
| 1985 | 1/8    | 30-05-1985 | C. D. Tenerife   | 1-1       | 4-2    |

### Copa de Canarias
En la Copa de Canarias han obtenido 4 títulos cada uno, con 4 empates, 7 victorias de la U. D. Las Palmas y 4 victorias del C. D. Tenerife. Dos de las finales se resolvieron por lanzamientos desde el punto de penal, venciendo el Tenerife ambas rondas de penaltis.
| Año                   | Campeón          | Resultados         | Subcampeón       | Sede                                                                                       |
| --------------------- | ---------------- | ------------------ | ---------------- | ------------------------------------------------------------------------------------------ |
| 2011 Copa de Canarias | U. D. Las Palmas | 3-0 0-1            | C. D. Tenerife   | Estadio de Gran Canaria, Las Palmas de G. C. Heliodoro Rguez. López, Sta. Cruz de Tenerife |
| 2012 Copa Mahou       | U. D. Las Palmas | 0-0 1-0            | C. D. Tenerife   | Heliodoro Rguez. López, Sta. Cruz de Tenerife Estadio de Gran Canaria, Las Palmas de G. C. |
| 2013 Copa Mahou       | C. D. Tenerife   | 2-0 0-0            | U. D. Las Palmas | Heliodoro Rguez. López, Sta. Cruz de Tenerife Estadio de Gran Canaria, Las Palmas de G. C. |
| 2014 Copa Mahou       | U. D. Las Palmas | 0-2 -0             | C. D. Tenerife   | Heliodoro Rguez. López, Sta. Cruz de Tenerife Estadio de Gran Canaria, Las Palmas de G. C. |
| 2015 Copa Mahou       | C. D. Tenerife   | 1-0 0-1            | U. D. Las Palmas | Heliodoro Rguez. López, Sta. Cruz de Tenerife Estadio de Gran Canaria, Las Palmas de G. C. |
| 2016 Copa Mahou       | C. D. Tenerife   | 0-1 0-1 (4-1 p.p.) | U. D. Las Palmas | Municipal de Maspalomas, Maspalomas Heliodoro Rguez. López, Sta. Cruz de Tenerife          |
| 2017 Copa Mahou       | U. D. Las Palmas | 2-2 -0             | C. D. Tenerife   | Antonio Domínguez Alfonso, Los Cristianos Municipal de Maspalomas, Maspalomas              |
| 2018 Copa Mahou       | C. D. Tenerife   | 0-0 (5-3 p.p.)     | U. D. Las Palmas | Municipal de Maspalomas, Maspalomas                                                        |

En negrita el marcador de ida y vuelta del ganador

## Cómputo total de enfrentamientos oficiales
Actualizado al último partido disputado el 18 de marzo de 2023.
El C. D. Tenerife y Las Palmas han disputado 71 derbis oficiales, con 25 empates, 28 victorias de Las Palmas y 18 victorias del C. D. Tenerife.
| Competición                  | PJ | UDLP | E  | CDT | Goles UDLP | Goles CDT |
| ---------------------------- | -- | ---- | -- | --- | ---------- | --------- |
| Primera División             | 2  | 1    | 0  | 1   | 3          | 2         |
| Promoción a Primera División | 2  | 0    | 0  | 2   | 1          | 3         |
| Segunda División             | 42 | 12   | 18 | 12  | 36         | 44        |
| Promoción a Segunda División | 2  | 2    | 0  | 0   | 3          | 1         |
| Copa del Rey                 | 20 | 10   | 6  | 4   | 28         | 17        |
| Copa de la Liga              | 4  | 3    | 1  | 0   | 12         | 6         |
| Total                        | 71 | 28   | 25 | 19  | 83         | 71        |

| PJ: Partidos jugados            |
| UDLP: Victorias de Las Palmas   |
| E: Empates                      |
| CDT: Victorias del Tenerife     |
| Goles UDLP: Goles de Las Palmas |
| Goles CDT: Goles del Tenerife   |

## Trayectorias en liga y copa
| U. D. Las Palmas | U. D. Las Palmas | U. D. Las Palmas | U. D. Las Palmas | C. D. Tenerife | C. D. Tenerife | C. D. Tenerife | C. D. Tenerife   | Mejor clasificado | Mejor clasificado |
| Temporada        | División         | Pos.             | Copa del Rey     | Temporada      | División       | Pos.           | Copa del Rey     | Liga              | Copa              |
| ---------------- | ---------------- | ---------------- | ---------------- | -------------- | -------------- | -------------- | ---------------- | ----------------- | ----------------- |
| 1950-51          | 2.ª División     | 3.º              | -                | 1950-51        | 1.ª Categoría  | 2.º            | —                | U. D. Las Palmas  | No participaron   |
| 1951-52          | 1.ª División     | 15.º             | -                | 1951-52        | 1.ª Categoría  | 1.º            | —                | U. D. Las Palmas  | No participaron   |
| 1952-53          | 2.ª División     | 4.º              | Tercera ronda    | 1952-53        | 1.ª Categoría  | 1.º            | —                | U. D. Las Palmas  | U. D. Las Palmas  |
| 1953-54          | 2.ª División     | 1.º              | Octavos de final | 1953-54        | 2.ª División   | 6.º            | —                | U. D. Las Palmas  | U. D. Las Palmas  |
| 1954-55          | 1.ª División     | 12.º             | Octavos de final | 1954-55        | 2.ª División   | 9.º            | —                | U. D. Las Palmas  | U. D. Las Palmas  |
| 1955-56          | 1.ª División     | 11.º             | Octavos de final | 1955-56        | 2.ª División   | 9.º            | —                | U. D. Las Palmas  | U. D. Las Palmas  |
| 1956-57          | 1.ª División     | 10.º             | Octavos de final | 1956-57        | 2.ª División   | 13.º           | —                | U. D. Las Palmas  | U. D. Las Palmas  |
| 1957-58          | 1.ª División     | 11.º             | Cuartos de final | 1957-58        | 2.ª División   | 2.º            | —                | U. D. Las Palmas  | U. D. Las Palmas  |
| 1958-59          | 1.ª División     | 14.º             | Dieciseisavos    | 1958-59        | 2.ª División   | 4.º            | Segunda ronda    | U. D. Las Palmas  | U. D. Las Palmas  |
| 1959-60          | 1.ª División     | 16.º             | Dieciseisavos    | 1959-60        | 2.ª División   | 10.º           | Primera ronda    | U. D. Las Palmas  | U. D. Las Palmas  |
| 1960-61          | 2.ª División     | 5.º              | Octavos de final | 1960-61        | 2.ª División   | 1.º            | Cuartos de final | C. D. Tenerife    | C. D. Tenerife    |
| 1961-62          | 2.ª División     | 4.º              | Primera ronda    | 1961-62        | 1.ª División   | 16.º           | Cuartos de final | C. D. Tenerife    | C. D. Tenerife    |
| 1962-63          | 2.ª División     | 3.º              | Dieciseisavos    | 1962-63        | 2.ª División   | 10.º           | Octavos de final | U. D. Las Palmas  | C. D. Tenerife    |
| 1963-64          | 2.ª División     | 1.º              | Primera ronda    | 1963-64        | 2.ª División   | 5.º            | Segunda ronda    | U. D. Las Palmas  | U. D. Las Palmas  |
| 1964-65          | 1.ª División     | 9.º              | Octavos de final | 1964-65        | 2.ª División   | 11.º           | Segunda ronda    | U. D. Las Palmas  | U. D. Las Palmas  |
| 1965-66          | 1.ª División     | 10.º             | Octavos de final | 1965-66        | 2.ª División   | 8.º            | Primera ronda    | U. D. Las Palmas  | U. D. Las Palmas  |
| 1966-67          | 1.ª División     | 11.º             | Octavos de final | 1966-67        | 2.ª División   | 11.º           | Segunda ronda    | U. D. Las Palmas  | U. D. Las Palmas  |
| 1967-68          | 1.ª División     | 3.º              | Octavos de final | 1967-68        | 2.ª División   | 9.º            | Primera ronda    | U. D. Las Palmas  | U. D. Las Palmas  |
| 1968-69          | 1.ª División     | 2.º              | Octavos de final | 1968-69        | 3.ª División   | 5.º            | —                | U. D. Las Palmas  | U. D. Las Palmas  |
| 1969-70          | 1.ª División     | 9.º              | Octavos de final | 1969-70        | 3.ª División   | 2.º            | Primera ronda    | U. D. Las Palmas  | U. D. Las Palmas  |
| 1970-71          | 1.ª División     | 14.º             | Octavos de final | 1970-71        | 3.ª División   | 1.º            | Dieciseisavos    | U. D. Las Palmas  | U. D. Las Palmas  |
| 1971-72          | 1.ª División     | 5.º              | Octavos de final | 1971-72        | 2.ª División   | 9.º            | Cuarta ronda     | U. D. Las Palmas  | U. D. Las Palmas  |
| 1972-73          | 1.ª División     | 11.º             | Quinta ronda     | 1972-73        | 2.ª División   | 14.º           | Cuarta ronda     | U. D. Las Palmas  | U. D. Las Palmas  |
| 1973-74          | 1.ª División     | 11.º             | Semifinales      | 1973-74        | 2.ª División   | 4.º            | Quinta Ronda     | U. D. Las Palmas  | U. D. Las Palmas  |
| 1974-75          | 1.ª División     | 13.º             | Cuartos de final | 1974-75        | 2.ª División   | 12.º           | Cuarta ronda     | U. D. Las Palmas  | U. D. Las Palmas  |
| 1975-76          | 1.ª División     | 13.º             | Cuartos de final | 1975-76        | 2.ª División   | 7.º            | Cuartos de final | U. D. Las Palmas  | Misma ronda       |
| 1976-77          | 1.ª División     | 4.º              | Octavos de final | 1976-77        | 2.ª División   | 6.º            | Primera ronda    | U. D. Las Palmas  | U. D. Las Palmas  |
| 1977-78          | 1.ª División     | 7.º              | Subcampeón       | 1977-78        | 2.ª División   | 19.º           | Octavos de final | U. D. Las Palmas  | U. D. Las Palmas  |
| 1978-79          | 1.ª División     | 6.º              | Cuarta ronda     | 1978-79        | 2.ª Div. B     | 6.º            | Segunda ronda    | U. D. Las Palmas  | U. D. Las Palmas  |
| 1979-80          | 1.ª División     | 12.º             | Tercera ronda    | 1979-80        | 2.ª Div. B     | 3.º            | Segunda ronda    | U. D. Las Palmas  | U. D. Las Palmas  |
| 1980-81          | 1.ª División     | 15.º             | Primera ronda    | 1980-81        | 2.ª Div. B     | 5.º            | Segunda ronda    | U. D. Las Palmas  | C. D. Tenerife    |
| 1981-82          | 1.ª División     | 15.º             | Octavos de final | 1981-82        | 2.ª Div. B     | 13.º           | Tercera ronda    | U. D. Las Palmas  | U. D. Las Palmas  |
| 1982-83          | 1.ª División     | 16.º             | Tercera ronda    | 1982-83        | 2.ª Div. B     | 2.º            | —                | U. D. Las Palmas  | U. D. Las Palmas  |
| 1983-84          | 2.ª División     | 11.º             | Semifinales      | 1983-84        | 2.ª División   | 15.º           | Primera ronda    | U. D. Las Palmas  | U. D. Las Palmas  |
| 1984-85          | 2.ª División     | 1.º              | Cuarta ronda     | 1984-85        | 2.ª División   | 11.º           | Octavos de final | U. D. Las Palmas  | C. D. Tenerife    |
| 1985-86          | 1.ª División     | 13.º             | Cuarta ronda     | 1985-86        | 2.ª División   | 19.º           | Octavos de final | U. D. Las Palmas  | C. D. Tenerife    |
| 1986-87          | 1.ª División     | 14.º             | Cuarta ronda     | 1986-87        | 2.ª Div. B     | 1.º            | Segunda ronda    | U. D. Las Palmas  | U. D. Las Palmas  |
| 1987-88          | 1.ª División     | 20.º             | Octavos de final | 1987-88        | 2.ª División   | 12.º           | Cuarta ronda     | U. D. Las Palmas  | U. D. Las Palmas  |
| 1988-89          | 2.ª División     | 11.º             | Cuarta ronda     | 1988-89        | 2.ª División   | 3.º            | Cuarta ronda     | C. D. Tenerife    | Misma ronda       |
| 1989-90          | 2.ª División     | 6.º              | Primera ronda    | 1989-90        | 1.ª División   | 18.º           | Octavos de final | C. D. Tenerife    | C. D. Tenerife    |
| 1990-91          | 2.ª División     | 15.º             | Octavos de final | 1990-91        | 1.ª División   | 14.º           | Quinta Ronda     | C. D. Tenerife    | U. D. Las Palmas  |
| 1991-92          | 2.ª División     | 20.º             | Cuarta ronda     | 1991-92        | 1.ª División   | 13.º           | Quinta Ronda     | C. D. Tenerife    | C. D. Tenerife    |
| 1992-93          | 2.ª Div. B       | 1.º              | Cuarta ronda     | 1992-93        | 1.ª División   | 5.º            | Quinta Ronda     | C. D. Tenerife    | C. D. Tenerife    |
| 1993-94          | 2.ª Div. B       | 2.º              | Tercera ronda    | 1993-94        | 1.ª División   | 10.º           | Semifinales      | C. D. Tenerife    | C. D. Tenerife    |
| 1994-95          | 2.ª Div. B       | 3.º              | Cuarta ronda     | 1994-95        | 1.ª División   | 15.º           | Tercera ronda    | C. D. Tenerife    | U. D. Las Palmas  |
| 1995-96          | 2.ª Div. B       | 1.º              | Segunda ronda    | 1995-96        | 1.ª División   | 5.º            | Cuartos de final | C. D. Tenerife    | C. D. Tenerife    |
| 1996-97          | 2.ª División     | 7.º              | Semifinales      | 1996-97        | 1.ª División   | 9.º            | Octavos de final | C. D. Tenerife    | C. D. Tenerife    |
| 1997-98          | 2.ª División     | 3.º              | Tercera ronda    | 1997-98        | 1.ª División   | 16.º           | Primera ronda    | C. D. Tenerife    | U. D. Las Palmas  |
| 1998-99          | 2.ª División     | 6.º              | Cuarta ronda     | 1998-99        | 1.ª División   | 19.º           | Cuarta ronda     | C. D. Tenerife    | Misma ronda       |
| 1999-00          | 2.ª División     | 1.º              | Dieciseisavos    | 1999-00        | 2.ª División   | 14.º           | Dieciseisavos    | U. D. Las Palmas  | Misma ronda       |
| 2000-01          | 1.ª División     | 11.º             | Tercera ronda    | 2000-01        | 2.ª División   | 3.º            | Octavos de final | U. D. Las Palmas  | C. D. Tenerife    |
| 2001-02          | 1.ª División     | 18.º             | Dieciseisavos    | 2001-02        | 1.ª División   | 19.º           | Primera ronda    | U. D. Las Palmas  | U. D. Las Palmas  |
| 2002-03          | 2.ª División     | 5.º              | Treintaidosavos  | 2002-03        | 2.ª División   | 8.º            | Primera ronda    | U. D. Las Palmas  | U. D. Las Palmas  |
| 2003-04          | 2.ª División     | 20.º             | Treintaidosavos  | 2003-04        | 2.ª División   | 8.º            | Primera ronda    | C. D. Tenerife    | U. D. Las Palmas  |
| 2004-05          | 2.ª Div. B       | 7.º              | Treintaidosavos  | 2004-05        | 2.ª División   | 9.º            | Dieciseisavos    | C. D. Tenerife    | C. D. Tenerife    |
| 2005-06          | 2.ª Div. B       | 3.º              | Tercera ronda    | 2005-06        | 2.ª División   | 18.º           | Primera ronda    | C. D. Tenerife    | U. D. Las Palmas  |
| 2006-07          | 2.ª División     | 18.º             | Tercera ronda    | 2006-07        | 2.ª División   | 7.º            | Segunda ronda    | C. D. Tenerife    | U. D. Las Palmas  |
| 2007-08          | 2.ª División     | 8.º              | Dieciseisavos    | 2007-08        | 2.ª División   | 11.º           | Tercera ronda    | U. D. Las Palmas  | U. D. Las Palmas  |
| 2008-09          | 2.ª División     | 18.º             | Segunda ronda    | 2008-09        | 2.ª División   | 3.º            | Tercera ronda    | C. D. Tenerife    | C. D. Tenerife    |
| 2009-10          | 2.ª División     | 17.º             | Tercera ronda    | 2009-10        | 1.ª División   | 19.º           | Dieciseisavos    | C. D. Tenerife    | C. D. Tenerife    |
| 2010-11          | 2.ª División     | 15.º             | Segunda ronda    | 2010-11        | 2.ª División   | 20.º           | Segunda ronda    | U. D. Las Palmas  | Misma ronda       |
| 2011-12          | 2.ª División     | 9.º              | Segunda ronda    | 2011-12        | 2.ª Div. B     | 2.º            | Primera ronda    | U. D. Las Palmas  | U. D. Las Palmas  |
| 2012-13          | 2.ª División     | 6.º              | Octavos de final | 2012-13        | 2.ª Div. B     | 1.º            | Segunda ronda    | U. D. Las Palmas  | U. D. Las Palmas  |
| 2013-14          | 2.ª División     | 6.º              | Dieciseisavos    | 2013-14        | 2.ª División   | 11.º           | Segunda ronda    | U. D. Las Palmas  | U. D. Las Palmas  |
| 2014-15          | 2.ª División     | 4.°              | Dieciseisavos    | 2014-15        | 2.ª División   | 17.º           | Segunda ronda    | U. D. Las Palmas  | U. D. Las Palmas  |
| 2015-16          | 1.ª División     | 11.º             | Cuartos de final | 2015-16        | 2.ª División   | 13.º           | Segunda ronda    | U. D. Las Palmas  | U. D. Las Palmas  |
| 2016-17          | 1.ª División     | 14.º             | Octavos de final | 2016-17        | 2.ª División   | 4.º            | Tercera ronda    | U. D. Las Palmas  | U. D. Las Palmas  |
| 2017-18          | 1.ª División     | 19.º             | Octavos de final | 2017-18        | 2.ª División   | 11.º           | Dieciseisavos    | U. D. Las Palmas  | U. D. Las Palmas  |
| 2018-19          | 2.ª División     | 12.º             | Segunda ronda    | 2018-19        | 2.ª División   | 16.º           | Segunda ronda    | U. D. Las Palmas  | Misma ronda       |
| 2019-20          | 2.ª División     | 9.º              | Segunda ronda    | 2019-20        | 2.ª División   | 12.º           | Octavos de final | U. D. Las Palmas  | C. D. Tenerife    |
| 2020-21          | 2.ª División     | 9.º              | Segunda ronda    | 2020-21        | 2.ª División   | 14.º           | Dieciseisavos    | U. D. Las Palmas  | C. D. Tenerife    |
| 2021-22          | 2.ª División     | 4.º              | Segunda ronda    | 2021-22        | 2.ª División   | 5.º            | Segunda ronda    | Empate técnico    | Misma ronda       |
| 2022-23          | 2.ª División     | 2.º              | Segunda ronda    | 2022-23        | 2.ª División   | 10.º           | Segunda ronda    | U. D. Las Palmas  | Misma ronda       |
| 2023-24          | 1.ª División     | 16.º             | Dieciseisavos    | 2023-24        | 2.ª División   | 12.º           | Octavos          | U. D. Las Palmas  | C. D. Tenerife    |
| 2024-25          | 1.ª División     | 19.º             | Dieciseisavos    | 2024-25        | 2.ª División   | 20.º           | Dieciseisavos    | U. D. Las Palmas  | Misma ronda       |

Resumen (incluye hasta temporada 2024-25)
- Por delante en liga: 55 ocasiones la U. D. Las Palmas por 19 veces el C. D. Tenerife. En una edición no hubo un claro ganador.[nota 1]
- Por delante en copa: 45 veces la U. D. Las Palmas por 19 el C. D. Tenerife. En 9 ocasiones llegaron hasta la misma ronda. En las dos primeras temporadas no participó ninguno de los 2 equipos.

## Clasificación histórica en Primera División
Al término de la temporada 2023-24 la U. D. Las Palmas ocupa el vigésimo puesto en la clasificación histórica de la Primera División de España, diez puestos por delante del C. D. Tenerife.
| Pos. | Equipo                     | Temp. | Puntos | PJ   | PG  | PE  | PP  | GF   | GC   | Dif. | 1.º | 2.º | 3.º | Act |
| ---- | -------------------------- | ----- | ------ | ---- | --- | --- | --- | ---- | ---- | ---- | --- | --- | --- | --- |
| 20   | Unión Deportiva Las Palmas | 35    | 1082   | 1172 | 382 | 259 | 531 | 1404 | 1867 | -463 | -   | 1   | 1   | 1.ª |
| 30   | Club Deportivo Tenerife    | 13    | 510    | 494  | 155 | 128 | 211 | 619  | 744  | -125 | -   | -   | -   | 2.ª |